# Пулюївські наукові читання
Пулюївські наукові читання — захід, який щорічно, 2 лютого,  в день народження Івана Пулюя проводиться у Тернопільському національному технічному університеті імені Івана Пулюя.
Проведення саме такого наукового заходу викликане великою повагою до імені великого українського вченого та громадського діяча, його наукової спадщини. 

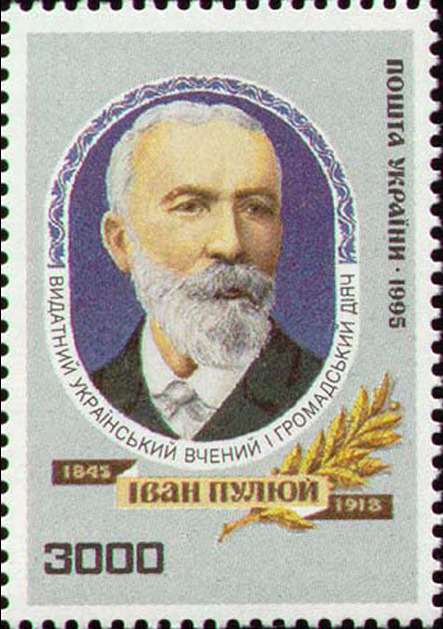
.

Проведення Пулюївських наукових читань стало традицією для Тернопільського національного технічного університету імені Івана Пулюя, оскільки дозволяє гармонійно поєднати наукову діяльність, спілкування вчених у галузі фізики, електротехніки, теології, розглядати питання збереження наукової спадщини Івана Пулюя у цифровому вигляді, розширювати коло наукових інтересів та зв’язків з представниками інших вищих навчальних закладів та наукових шкіл, залучення студентів до науково-дослідної роботи. І тому щорічні Пулюївські наукові читання мають глибоку наукову та освітянську мету.
2 лютого 2010 року в університеті відбулася низка урочистих заходів, присвячених 165-літтю з дня народження Івана Пулюя:
- відкриття музею ТНТУ, в якому центральне місце відведено експозиції, приуроченій Іванові Пулюю.
- урочиста академія, що відбулася в читальній залі науково-технічної бібліотеки ТНТУ.
- презентація ювілейної монети до 165-річчя Івана Пулюя, введеної в обіг Національним банком України,продовжуючи серію "Видатні особистості України".